# 真龍寺 (台東区)
真龍寺（しんりゅうじ）は、東京都台東区にある真宗大谷派系の単立寺院（浄土真宗東本願寺派）。

## 歴史
第一の説では、鎌倉時代初期、源海によって開山された。源海は俗名「安藤隆光」といい、親鸞の弟子であった。武蔵国豊島郡荒木村（現・埼玉県行田市）に寺を創建したのが、当寺の起源である。1699年（元禄12年）に現在地に移転した。
第二の説では、1618年（元和4年）または正徳年間（1711年 - 1716年）、正安によって開山された。正安は俗名「安藤隆光」であった。元々は下谷に位置していたが、後に現在地に移転した。
江戸時代は、江戸城の紅葉山御殿の門を拝領して寺の門にするなど、大いに寺運興隆した。
明治時代になると、当寺は武家が檀家だったこともあり、寺運衰微を余儀なくされたが、その中で寺運回復を図ろうとしたのが、安藤正純である。正純は当寺住職のみならず、保守系ジャーナリスト・政治家（第5次吉田内閣 国務大臣、第一次鳩山内閣 文部大臣）としても活躍した。
墓地には、本草学者の田村藍水の墓がある。

## 交通アクセス
- つくばエクスプレス浅草駅より徒歩6分（経路案内）。